# تلگراف برقی

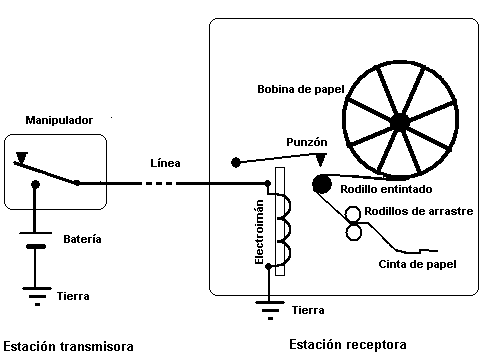
سیستم طرح تلگراف برقی

تلگراف برقی (انگلیسی: Electrical telegraph) سامانه پیام‌رسان نقطه-به-نقطه بود، استفاده‌های اولیه آن به دهٔ ۱۸۴۰ میلادی باز می‌گردد. استفاده از این نوع سامانه تا میانه‌های قرن بیستم نیز رواج داشت تا اینکه جای خود را به مدل‌های جدید سامانه‌های مخابراتی داد. پیش از تلگراف برقی بشر برای انتقال پیام از روش‌هایی چون سیگنال دودی استفاده می‌کرد.